# Pteris henryi
Pteris henryi är en kantbräkenväxtart som beskrevs av Christ. Pteris henryi ingår i släktet Pteris och familjen Pteridaceae. Inga underarter finns listade.